# John Anthony Pickett
John Anthony Pickett CBE DSc FRS (1945) é um químico britânico, notável por seu trabalho sobre ferormônios de insetos.
Pickett obteve um BSc e um PhD na Universidade de Surrey e foi um pesquisador de pós-doutorado em química orgânica no Instituto de Ciência e Tecnologia da Universidade de Manchester antes de trabalhar na Brewing Research Foundation.
Recebeu o Prêmio Wolf de Agronomia de 2008.